# Temporada 1989-90 de los Utah Jazz
La temporada 1989-90 fue la decimosexta de los Jazz en la NBA, y la undécima en su ubicación en Salt Lake City, tras cinco temporadas en Nueva Orleans. La temporada regular acabó con 55 victorias y 27 derrotas, ocupando el cuarto puesto de la Conferencia Oeste, clasificádose para los playoffs, en los que cayeron en primera ronda ante Phoenix Suns.

## Elecciones en elDraft
| Ronda | Puesto | Jugador      | Posición | Nacionalidad   | Universidad   |
| ----- | ------ | ------------ | -------- | -------------- | ------------- |
| 1     | 21     | Blue Edwards | Escolta  | Estados Unidos | East Carolina |
| 2     | 48     | Junie Lewis  | Base     | Estados Unidos | South Alabama |

## Temporada regular
| División Medio Oeste   | División Medio Oeste | División Medio Oeste | División Medio Oeste | División Medio Oeste | División Medio Oeste | División Medio Oeste | División Medio Oeste | División Medio Oeste |
| Equipo                 | G                    | P                    | %                    | PD                   | Casa                 | Fuera                | Div                  |                      |
| ---------------------- | -------------------- | -------------------- | -------------------- | -------------------- | -------------------- | -------------------- | -------------------- | -------------------- |
| y-San Antonio Spurs    | 56                   | 26                   | .683                 | –                    | 34–7                 | 22–19                | 19–9                 |                      |
| x-Utah Jazz            | 55                   | 27                   | .671                 | 1                    | 36–5                 | 19–22                | 21–7                 |                      |
| x-Dallas Mavericks     | 47                   | 35                   | .573                 | 9                    | 30–11                | 17–24                | 17–11                |                      |
| x-Denver Nuggets       | 43                   | 39                   | .524                 | 13                   | 28–13                | 15–26                | 15–13                |                      |
| x-Houston Rockets      | 41                   | 41                   | .500                 | 15                   | 31–10                | 10–31                | 13–15                |                      |
| Minnesota Timberwolves | 22                   | 60                   | .268                 | 34                   | 17–24                | 5–36                 | 6–22                 |                      |
| Charlotte Hornets      | 19                   | 63                   | .232                 | 37                   | 13–28                | 6–35                 | 7–21                 |                      |

## Playoffs

### Primera ronda
Utah Jazz vs. Phoenix Suns 
| Fecha       | Partido                          | Ciudad         |
| ----------- | -------------------------------- | -------------- |
| 27 de abril | Utah Jazz 113, Phoenix Suns 96   | Salt Lake City |
| 29 de abril | Utah Jazz 87, Phoenix Suns 105   | Salt Lake City |
| 2 de mayo   | Phoenix Suns 120, Utah Jazz 105  | Phoenix        |
| 4 de mayo   | Phoenix Suns 94, Utah Jazz 105   | Phoenix        |
| 6 de mayo   | Utah Jazz 102, Phoenix Suns 104  | Salt Lake City |
|             | Phoenix Suns gana las series 3-2 |                |

## Estadísticas
| Rk | Jugador          | Edad | P  | PT | MP   | TC   | TCI  | %TC  | T3  | T3I | %T3   | TL  | TLI  | %TL   | RO  | RD  | RT   | AS   | RB  | TAP | BP  | FP  | PTS  |
| -- | ---------------- | ---- | -- | -- | ---- | ---- | ---- | ---- | --- | --- | ----- | --- | ---- | ----- | --- | --- | ---- | ---- | --- | --- | --- | --- | ---- |
| 1  | Karl Malone      | 26   | 82 | 82 | 38.1 | 11.1 | 19.8 | .562 | 0.2 | 0.5 | .372  | 8.5 | 11.1 | .762  | 2.8 | 8.3 | 11.1 | 2.8  | 1.5 | 0.6 | 3.7 | 3.2 | 31.0 |
| 2  | John Stockton    | 27   | 78 | 78 | 37.4 | 6.1  | 11.8 | .514 | 0.6 | 1.4 | .416  | 4.5 | 5.5  | .819  | 0.7 | 1.9 | 2.6  | 14.5 | 2.7 | 0.2 | 3.5 | 3.0 | 17.2 |
| 3  | Thurl Bailey     | 28   | 82 | 33 | 31.5 | 5.7  | 11.9 | .481 | 0.0 | 0.1 | .000  | 2.7 | 3.5  | .779  | 1.4 | 3.6 | 5.0  | 1.7  | 0.4 | 1.2 | 1.7 | 2.1 | 14.2 |
| 4  | Mark Eaton       | 33   | 82 | 82 | 27.8 | 1.9  | 3.7  | .527 | 0.0 | 0.0 |       | 1.0 | 1.4  | .669  | 2.1 | 5.2 | 7.3  | 0.5  | 0.4 | 2.5 | 0.9 | 2.9 | 4.8  |
| 5  | Bob Hansen       | 29   | 81 | 81 | 26.8 | 3.3  | 7.0  | .467 | 0.7 | 1.9 | .351  | 0.4 | 0.8  | .516  | 0.8 | 2.0 | 2.8  | 1.8  | 0.6 | 0.1 | 1.0 | 2.4 | 7.6  |
| 6  | Blue Edwards     | 24   | 82 | 49 | 23.0 | 3.5  | 6.9  | .507 | 0.1 | 0.4 | .300  | 1.8 | 2.5  | .719  | 0.8 | 2.2 | 3.1  | 1.8  | 0.9 | 0.4 | 1.9 | 3.4 | 8.9  |
| 7  | Darrell Griffith | 31   | 82 | 1  | 17.6 | 3.7  | 7.9  | .464 | 1.0 | 2.6 | .372  | 0.6 | 1.0  | .654  | 0.5 | 1.5 | 2.0  | 0.8  | 0.8 | 0.2 | 0.9 | 1.8 | 8.9  |
| 8  | Mike Brown       | 26   | 82 | 0  | 17.0 | 2.2  | 4.2  | .515 | 0.0 | 0.0 | .500  | 1.9 | 2.4  | .789  | 1.4 | 3.2 | 4.5  | 0.6  | 0.4 | 0.3 | 1.1 | 2.3 | 6.2  |
| 9  | Delaney Rudd     | 27   | 77 | 2  | 11.0 | 1.4  | 3.4  | .429 | 0.2 | 0.7 | .286  | 0.5 | 0.7  | .660  | 0.2 | 0.6 | 0.7  | 2.3  | 0.3 | 0.0 | 1.1 | 1.1 | 3.5  |
| 10 | Eric Leckner     | 23   | 77 | 0  | 9.9  | 1.6  | 2.9  | .563 | 0.0 | 0.0 |       | 1.1 | 1.4  | .743  | 0.6 | 1.9 | 2.5  | 0.2  | 0.2 | 0.3 | 0.8 | 2.0 | 4.3  |
| 11 | Jim Les          | 26   | 1  | 0  | 6.0  | 0.0  | 0.0  |      | 0.0 | 0.0 |       | 2.0 | 4.0  | .500  | 0.0 | 0.0 | 0.0  | 1.0  | 0.0 | 0.0 | 3.0 | 3.0 | 2.0  |
| 12 | Eric Johnson     | 23   | 48 | 2  | 5.7  | 0.4  | 1.8  | .238 | 0.0 | 0.1 | .167  | 0.3 | 0.4  | .765  | 0.2 | 0.4 | 0.6  | 1.3  | 0.4 | 0.0 | 0.5 | 1.0 | 1.1  |
| 13 | Piculín Ortiz    | 26   | 13 | 0  | 4.9  | 1.5  | 3.2  | .452 | 0.1 | 0.2 | .500  | 0.2 | 0.4  | .600  | 0.6 | 0.5 | 1.2  | 0.5  | 0.2 | 0.1 | 0.4 | 1.2 | 3.2  |
| 14 | Raymond Brown    | 24   | 16 | 0  | 3.5  | 0.5  | 1.8  | .286 | 0.0 | 0.0 |       | 0.0 | 0.1  | .000  | 0.6 | 0.3 | 0.9  | 0.3  | 0.0 | 0.0 | 0.4 | 0.7 | 1.0  |
| 15 | Nate Johnston    | 23   | 6  | 0  | 2.2  | 0.7  | 1.8  | .364 | 0.2 | 0.2 | 1.000 | 0.3 | 0.3  | 1.000 | 0.3 | 0.0 | 0.3  | 0.0  | 0.0 | 0.2 | 0.2 | 0.0 | 1.8  |

## Galardones y récords
| Jugador       | Galardón                                |
| Karl Malone   | Mejor quinteto de la NBA All-Star       |
| John Stockton | 2.º Mejor quinteto de la NBA All-Star   |
| Blue Edwards  | 2.º Mejor quinteto de rookies de la NBA |